# Sea Gate (Brooklyn)

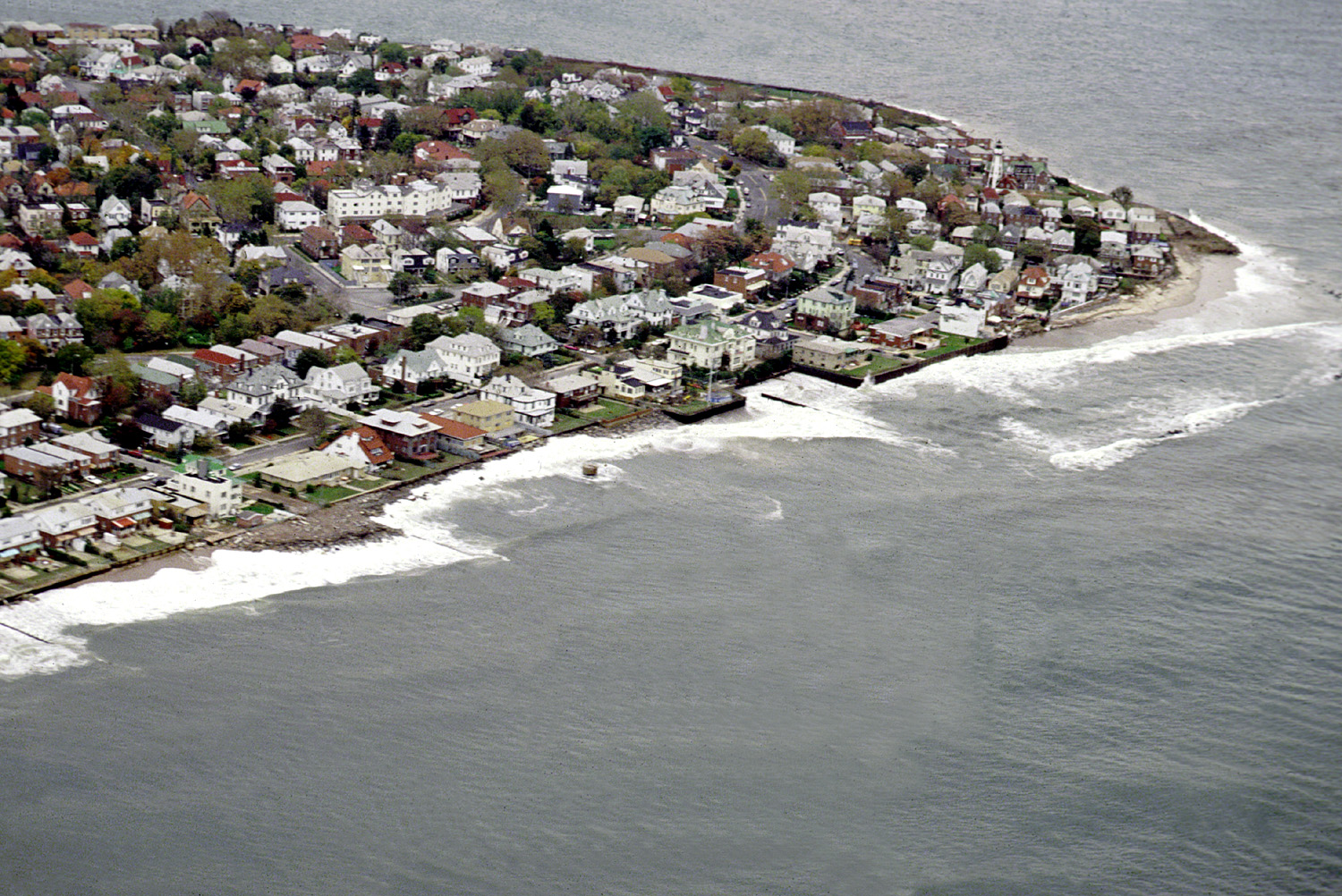
Vista aérea de Sea Gate

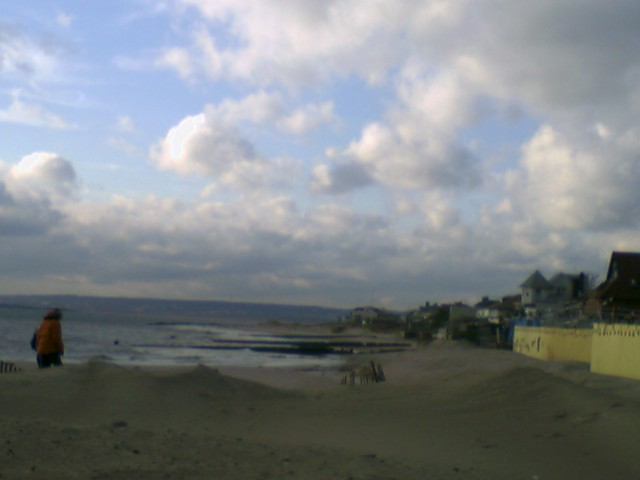
Visão da praia

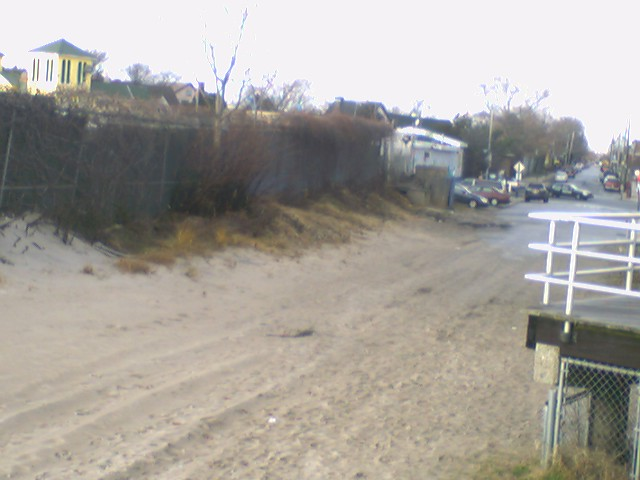
Fronteira oriental de Sea Gate

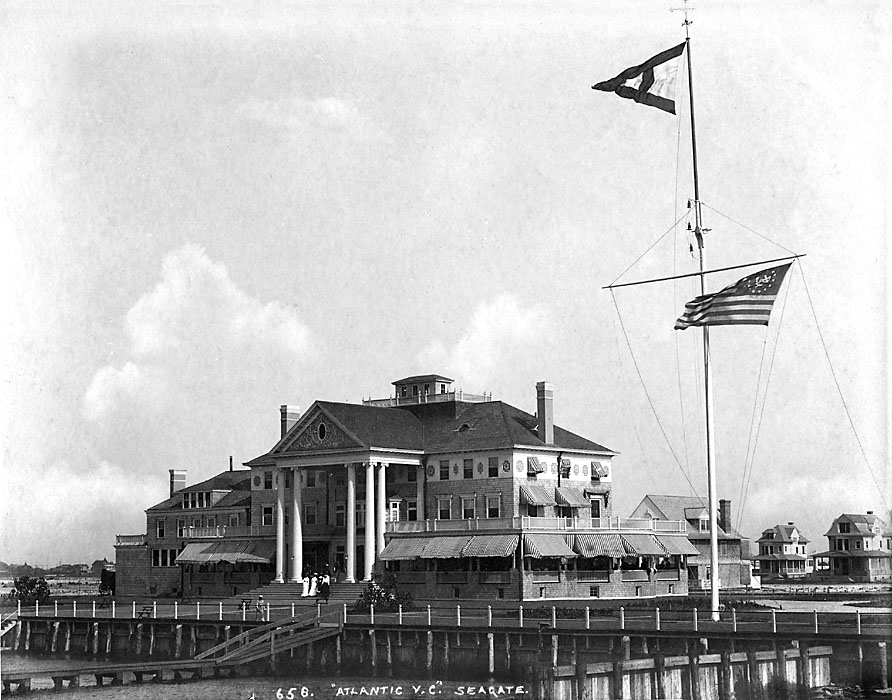
O edifício Atlantic Yacht Club, incendiado em 1933

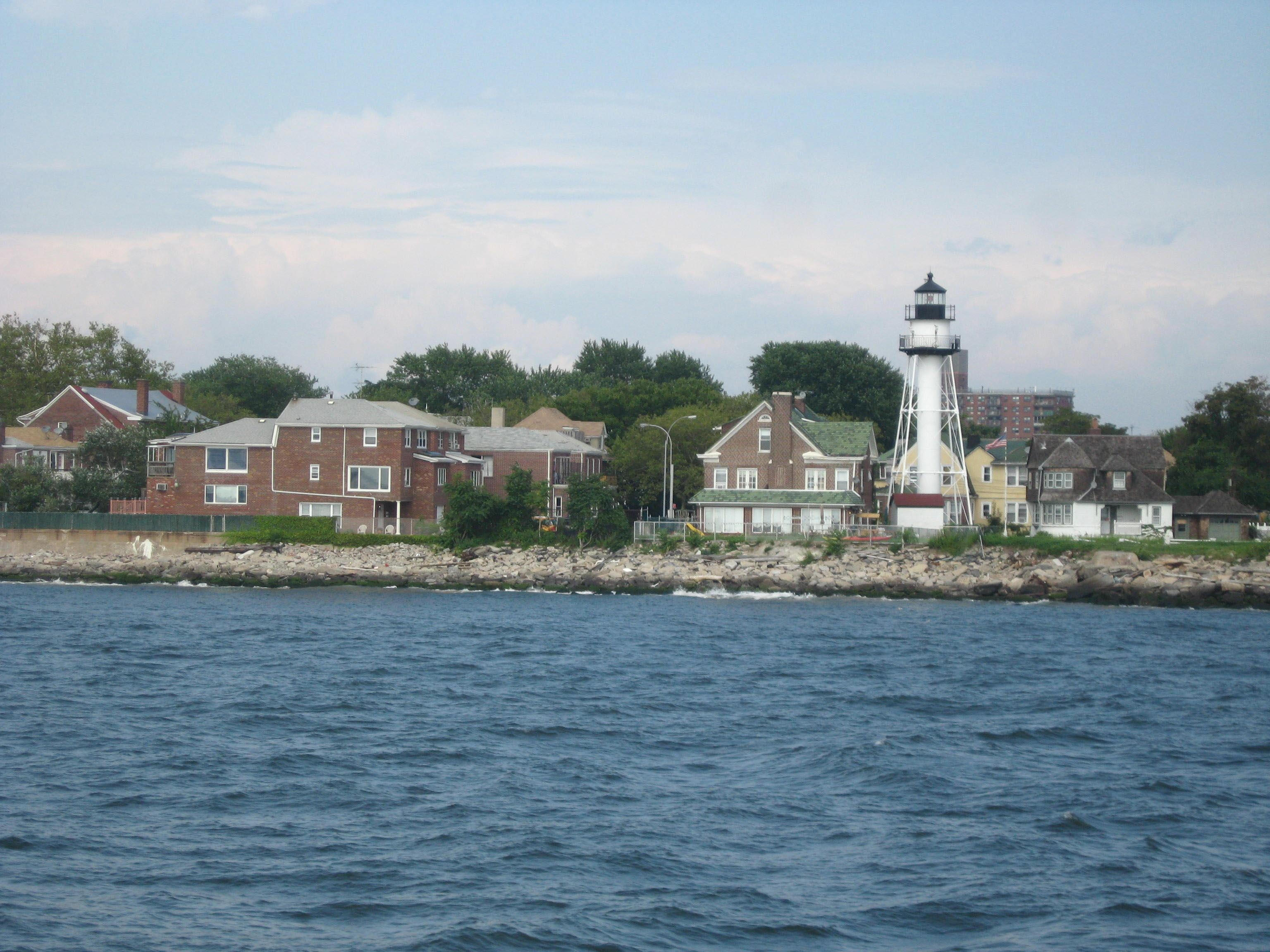
Coney Island Light, também conhecida como Norton Point Light

Sea Gate é um condomínio fechado privado no extremo oeste de Coney Island, na ponta sudoeste do bairro de Brooklyn em Nova Iorque. Localizado na porção da península de Coney Island, a oeste da West 37th Street, contém principalmente residências unifamiliares, algumas diretamente na baía de Gravesend.

## História
A área que agora é Sea Gate já foi conhecida como Norton Point. "Norton" era o nome do proprietário de um cassino, situado onde o Coney Island Light agora está. O bairro era um local de jogos de azar antes de se tornar um bairro residencial.
Sea Gate foi desenvolvido em um bairro cheio em 1892 pelo desenvolvedor Alrick Man. Em 1899, os proprietários do Sea Gate incluíam as famílias Morgan, Dodge e Vanderbilt. O governador Al Smith e outros frequentaram o Atlantic Yacht Club, cujo clube foi projetado por Stanford White. Sea Gate é cercado por três lados por água, com praias particulares. Em 1995, o Corpo de Engenheiros do Exército dos Estados Unidos concluiu seu trabalho de reabastecer as praias de Coney e construir novos molhes, incluindo um longo cais na fronteira de Sea Gate e Coney Island.[carece de fontes?]
Em outubro de 2012, o furacão Sandy devastou o bairro, inundado pela água do oceano e atingido por ventos fortes. A área sofreu danos significativos e várias casas foram destruídas. O paredão/antepara do "Lindy Park" (oficialmente conhecido como Reserva de Praia que se estende da Praia 48th Street à Praia 50th Street) foi destruído, deixando Sea Gate, Coney Island e além, aberto a mares agitados e danos adicionais.[carece de fontes?]

## Descrição
Sea Gate é um condomínio fechado da península de Coney Island, a oeste da West 37th Street. Os moradores se referem ao Sea Gate como "o portão" ("the gate") e se aventuram em Coney Island ao "lado de fora do portão" ("out of gate"). Não há lojas no bairro. Existem ônibus expressos para Manhattan, que levam em média oitenta minutos. Em 2010, o Sea Gate era composto por 832 casas unifamiliares em uma variedade de estilos arquitetônicos, incluindo o estilo Queen Anne e o Mediterrâneo.
Os moradores pagam pela segurança privada, além de esgoto, praia, salva-vidas, iluminação pública e limpeza de ruas.

## Educação
O Departamento de Educação da Cidade de Nova Ioruqe não opera nenhuma escola pública em Sea Gate. No entanto, existem várias escolas públicas nas proximidades de Coney Island:
- PS 188 A escola Michael E. Berdy (notas K-4)[5]
- PS/IS 288 Escola Shirley Tanyhill (notas PK-8)[6]
- PS 329 (notas PK-5)[7]

Todos os alunos do ensino médio da cidade de Nova Iorque podem frequentar qualquer ensino médio da cidade. Existem duas escolas secundárias públicas nas proximidades: Abraham Lincoln High School e Rachel Carson High School for Coastal Studies.

## Dados demográficos
O Sea Gate é amplamente povoado por famílias que moram em casas unifamiliares e bifamiliares, sendo 54% de aluguel. Em 2000, a idade mediana era de 38,6 anos e a renda familiar mediana era de 41.659 dólares. Além dos impostos municipais e estaduais, os residentes também pagam taxas e encargos à Sea Gate Association, que calcula a média de três mil dólares por ano.

## Residentes notáveis
- Chaim Zanvl Abramowitz (1902–1995).[carece de fontes?]
- Austin Basis (nascido em 1976), ator americano.[12]
- Mordechai Ben David e seu filho, Yeedle, cantores[13][14]
- Jeffrey Epstein (1953–2019), financista de Wall Street e criminoso sexual condenado.[15]
- Leonard Everett Fisher (nascido em 1924), escritor (The Jetty Chronicles).[16]
- Jack Foley (1891–1967), inventor das técnicas de efeitos sonoros de filmes.[17]
- Yossi Green (nascido em 1955), compositor de música judaica.[13]
- Moss Hart (1904-1961), dramaturgo e diretor de teatro.[18]
- Herbie Kronowitz (1923-2012), lutador de boxe com peso médio na década de 1940.[carece de fontes?]
- Ludwig Satz (1891-1944), ator de teatro e cinema ídiche.[19]
- Andrea Batista Schlesinger (nascida em 1976), escritora e ativista política, diretora executiva do Drum Major Institute.[20]
- Frank Schubert (1915–2003), último faroleiro civil nos Estados Unidos.[21]
- Sandra Seacat (nascida em 1936), atriz/professora de teatro e treinadora (viveu lá como Sandra Kaufman, seu nome então casado, na maior parte da década de 1960).[22]
- Beverly Sills (1929-2007), cantora de ópera.[23]
- Isaac Bashevis Singer (1902-1991), autor ídiche.[carece de fontes?]
- Jake Steinfeld (nascido em 1958), ator, especialista em fitness e instrutor de fitness.[24]
- Irwin Winkler (nascido em 1931), produtor e diretor de filmes vencedores do Oscar.[carece de fontes?]